# Lennart von Lowzow
Lennart von Lowzow (født 23. maj 1927 i København, død 1. januar 2019) var en dansk orlogskaptajn, hofjægermester og kammerherre, bror til Oluf Krieger von Lowzow.
Han var søn af Knud Krieger von Lowzow og Marie Antoinette f. Bille-Brahe-Selby. Lowzow var ejer af Løvenholt fra 1960-1994. Han havde også været medlem af Folketinget for Det Konservative Folkeparti.
6. juli 1960 ægtede han i Them Kirke Birgitte Eileen Foss, barn af Einar Philip Foss. Parret fik to børn.